# 李蘊妍
李蘊妍（1984年—），香港公務員，現職創新科技署助理署長，曾擔任香港駐成都經濟貿易辦事處主任。她在2006年從香港大學畢業後獲香港政府聘任為政務主任，及後在政府總部多個決策局任職，以及曾在民政事務總署工作。她曾兩度被派駐至港府設於中国内地的辦事處，包括駐北京辦事處及駐成都經貿辦，而在駐成都經貿辦更擔任主任一職。

## 早年生活
李蘊妍在1984年於英屬香港出生，父母均為教師，亦有一名雙胞胎姐姐李蘊婧。姐妹二人自小學習能力超群絕倫，李蘊妍早在四歲時學習钢琴，並很快就達到音乐考试局的演奏級水平。李在1996年入讀伊利沙伯中學，更在2002至03學年擔任女總領袖生。她的公開考試成績出眾，先於2001年在香港中學會考取得七優佳績，再於2003年在香港高級程度會考再考獲四優。
及後，李如願入讀香港大學的政治學與法學學士課程，並在2006年以一級榮譽取得社會科學學士學位。然而，她在取得首個學位後未有按小時成為律師的志願而繼續攻讀法学学士，並隨即加入香港政府。

## 公務員生涯

### 早期生涯

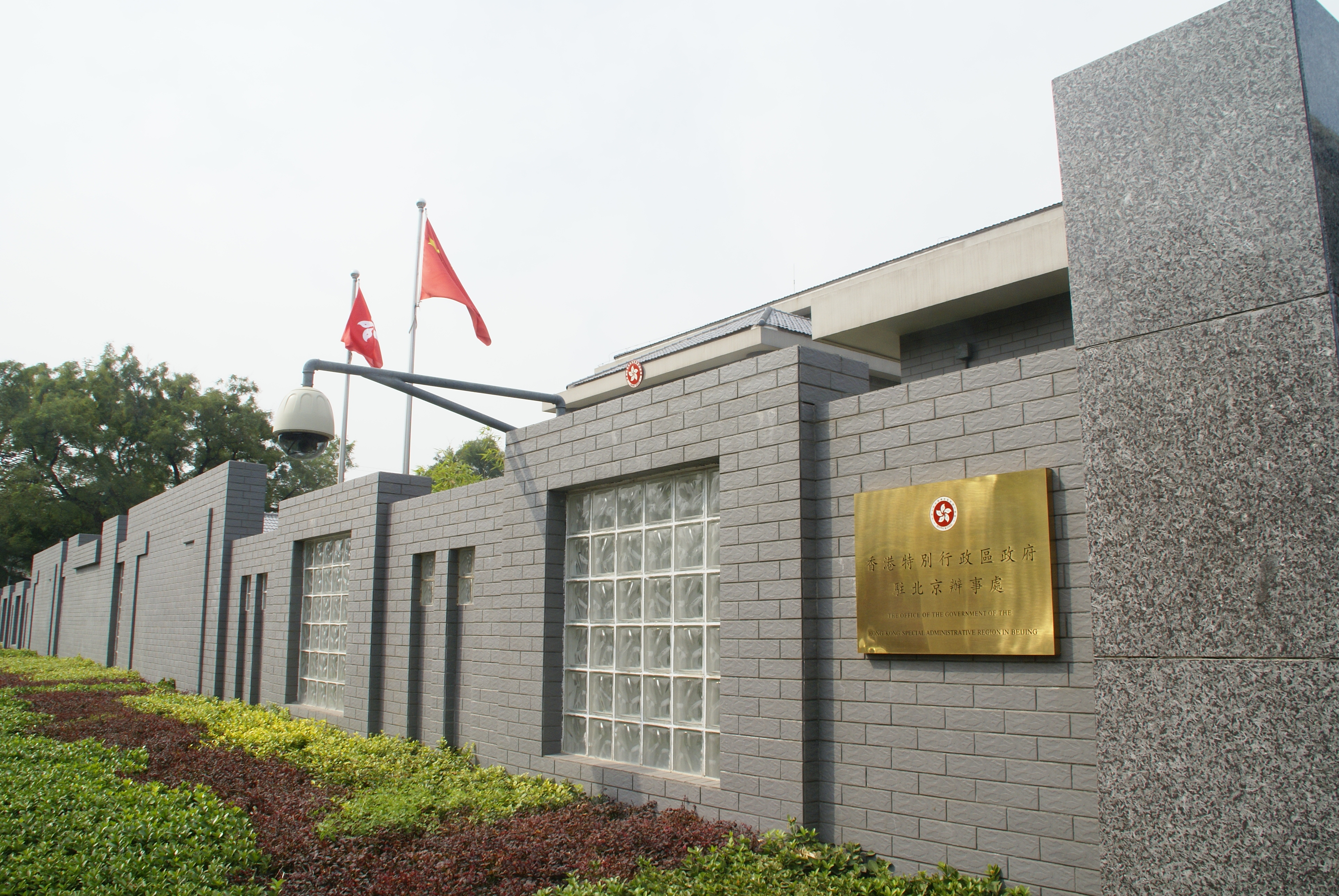
李蘊妍曾於駐京辦擔任高級政務主任

李蘊妍在2006年加入香港政府任職於政務職系，並被派遣至民政事務總署擔任政務主任，負責社區事務，曾代表總署擔任多個委員會的代表，包括普及社區體育及促進香港少數族裔和諧等。她在2009年獲調政府總部，轉任食物及衞生局助理秘書長，負責檢討及擴大禁煙政策，修訂禁止吸煙、煙草罰金和稅款等法律，並支援衞生署控煙酒辦公室的工作。在任內，她曾在業界反對下落實卡拉OK、電影院及遊戲機中心等室內娛樂場所全面禁煙，並在轉運站及巴士總站劃出禁止吸煙區。
隨著禁煙政策落實，李在2010年底再獲調任至政制及內地事務局，負責人权政策及相關事務，包括擬備香港的《经济、社会及文化权利国际公约》報告、協調與香港個人資料私隱專員公署的合作事務等。因此，她除了再次參與促進種族和諧委員會外，亦負責擔任人權論壇秘書。及後，港府安排她前往香港特別行政區政府駐北京辦事處出任高級政務主任，支援駐京辦主任朱曼鈴及傅小慧與各個中央國家機構的聯絡工作，亦包括到訪辦事處轄區內的省市政府單位等。另外，她曾統籌香港大學生內地實習計劃，以及探訪多家高等院校並與香港學生會面。
李在2016年初返港並擔任勞工及福利局助理秘書長，負責社会保障政策及退休保障制度，包括監督逆按揭和高齡津貼等項目，任內亦曾署任首席助理秘書長職務。香港按揭證券有限公司在2017年中推出香港年金計劃，她及後研究年金從長者生活津貼的資產審查中豁免計算，最終並得以落實。她在勞福局任職至2018年11月，及後離港於同年12月再次出任駐外職位。

### 駐蓉辦

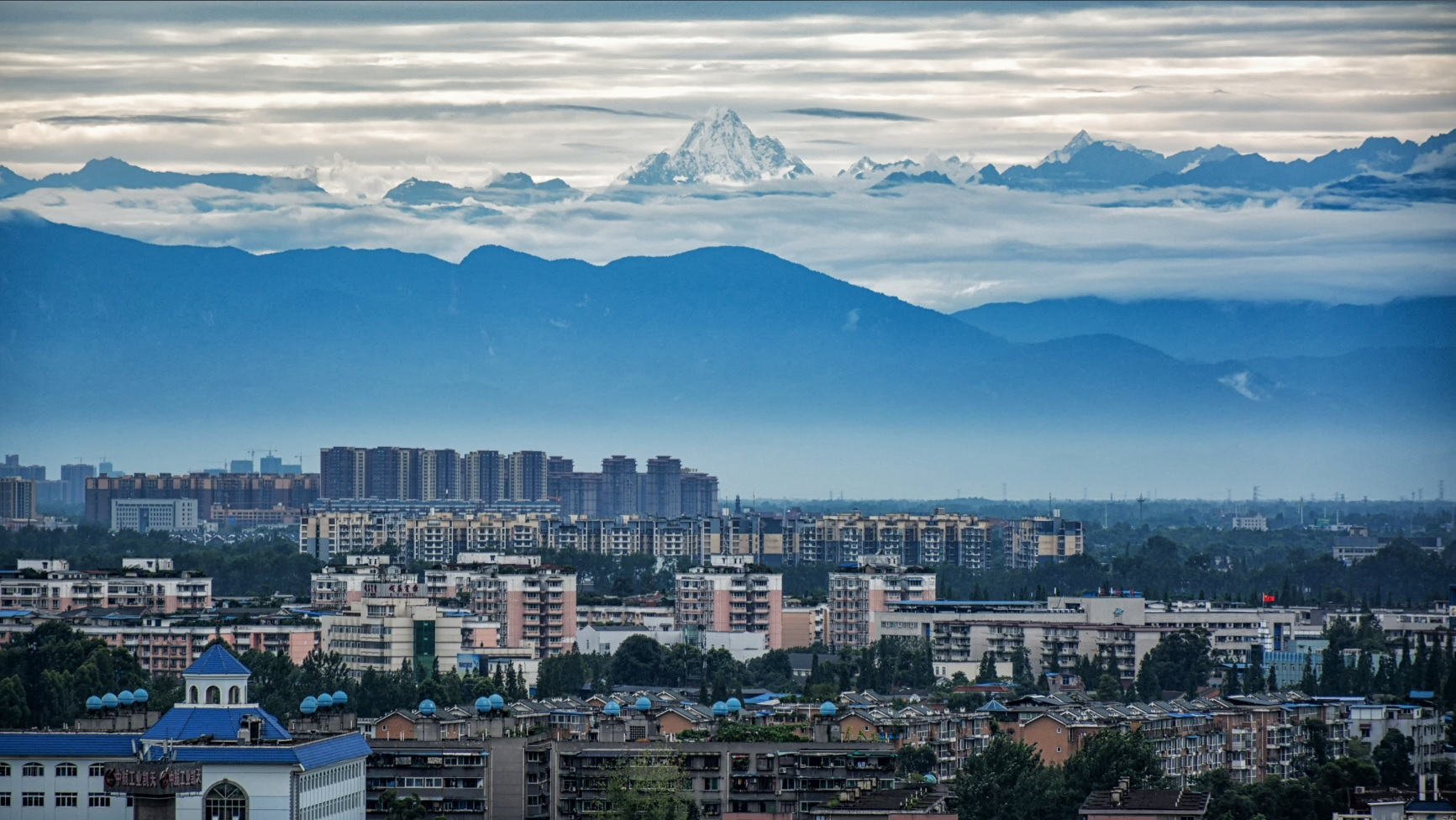
李蘊妍曾在2018年至2023年擔任駐蓉辦主任

李蘊妍在2018年12月3日獲港府委任為香港駐成都經濟貿易辦事處主任，接替調任已久的林雅雯主管香港與中国西南地区六個省级行政区的經貿關係、交流合作及投資推廣等工作。她在上任後除了加強與辦事處所在的四川省的經貿合作外，亦主動在重庆市及陕西省等地宣傳與香港的相互投資，並以「拼船出海」比喻內地企業可透過香港開拓國際市場。她在任內不但出訪西南地區的主要城市，更組織官方及工商界代表團前往非主要城市發掘潛在商機，包括贵州六盤水、陕西榆林、四川宜宾等。
李積極聯繫化学工程及能源等重工業界企業，推動彌補去工業化的香港產業結構。就文化創意產業，她在任內主張以上世紀在中國獲推崇的香港電影推廣香港文化及相關產業。就此，她除了舉辦香港電影觀賞會及出席新上映電影的首映禮外，亦在重庆大剧院及西安音乐厅等主要藝文場地與當地交響樂團合作演出香港電影的粵語流行音樂，作跨界別交流。在她聯繫下，施德燕創作以成都市市花木芙蓉為題的雕塑作品獲安排於龍泉山永久展出。為吸引遊客訪港，她曾舉辦以香港飲食文化為主題的露營嘉年華，讓參與者體驗香港菜式及香港郊遊文化。
李在任內多次與四川省政府巡視灾后由香港捐助的建設工程及社區項目。她在2022年12月27日了解由香港資金援建的绵茂公路，亦指全長56公里的公路貫通汉族、藏族和羌族地區，解決包括德阳市及阿坝藏族羌族自治州等地鄰近但不相通的狀況。在汶川大地震在2023年踏入十五周年時，她除了再次考察绵茂公路外，亦參觀運用港府資金在汶川县建造的卧龙镇中心小学、港商為援助經濟而在绵阳市設立的蓝莓种植基地、香港紅十字會斥資策劃的康复及假肢中心等。
最後，在任內確任首長級丙級政務官的李在2023年5月19日後卸任返回香港，及後由袁嘉諾接任駐蓉辦主任一職。

### 返港任職
李蘊妍在2023年5月返港後，獲安排任職創新科技署助理署長，分管部門在政策及發展範疇的工作。儘管已離任中国西南地区關係的管理工作，但她仍因港府與重庆市的合作會議機制而負責兩地的創科交流工作。她主要透過創新及科技基金設立各項資助計劃提升香港科技水平和促進創新，而她任內亦完成審核首批產學合作資助計劃，並改革提供予工商界的工業4.0資助措施。

## 個人生活
李蘊妍好學不倦，在加入政府後持續進修，並於倫敦大學取得公共政策與管理硕士及法学硕士學位。另外，李蘊妍與雙胞胎姐姐李蘊婧感情甚佳，在學時常一起溫習書本，甚至共用參考書及筆記。李蘊婧的學業成績同樣斐然，除了在2001年的香港中學會考取得五優之外，亦於2003年在香港高級程度會考考獲五優，並因而獲頒尤德爵士紀念基金的獎學金。李蘊婧在大學畢業後於香港政府擔任行政主任。

## 注脚
1. ↑  香港政府亦有使用電腦字符別字「李藴姸」[1][2]。